# Purchasing Managers Index

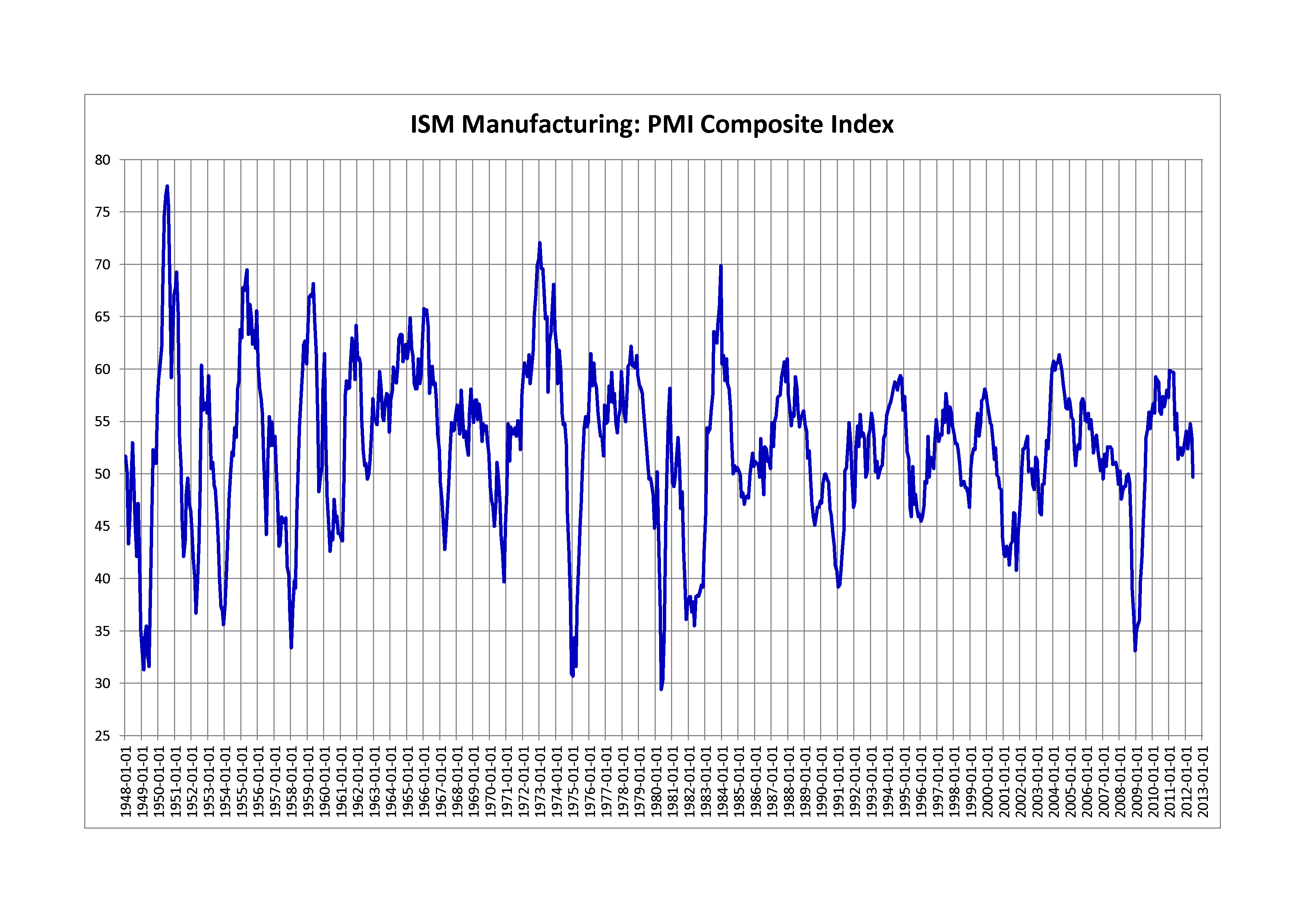
Andamento del PMI statunitense dal 1948 al 2012

L'IHS Markit PMI (Purchasing Managers Index) è il principale indicatore economico mondiale e si basa su indagini condotte mensilmente su un gruppo di aziende accuratamente selezionate che rappresentano le economie mondiali principali e quelle in via di sviluppo. 
Il PMI fornisce in anticipo indicazioni di quanto sta realmente accadendo nei settori economici privati, monitorando i cambiamenti di variabili come produzione, nuovi ordini, livelli occupazionali e prezzi. 
Gli indici forniscono una visione precisa delle condizioni economiche dei settori manifatturiero, terziario ed edile. I dati PMI dei rispettivi settori nazionali si basano sulle risposte date dai responsabili agli acquisti (o figure similari) delle oltre 400 aziende facenti parte delle singole indagini. 
Le aziende che partecipano all’indagine vengono scelte accuratamente per rappresentare la struttura reale della nazione e del settore. Agli intervistati viene chiesto di paragonare le condizioni di un certo numero di variabili rispetto al mese precedente, stabilendo se queste sono migliorate, peggiorate o sono rimaste invariate. Agli intervistati viene anche data la possibilità di fornire la causa che ha provocato il cambiamento, fornendo quindi una visione più completa della tendenza.
Qui il valore in tempo reale: https://www.markiteconomics.com/